# East/West: Journal of Ukrainian Studies
East/West: Journal of Ukrainian Studies — рецензований академічний журнал з українознавства, який видає Канадський інститут українських студій (Університет Альберти).

## Історія
Засновник журналу Георгій С. Н. Луцький.
Початкова назва «Journal of Ukrainian Graduate Studies» була змінена 1976 року на «Journal of Ukrainian Studies».
2014 року остаточно отримав поточну назву.